# نادي أوربرو
نادي أوريبرو لكرة القدم (بالفرنسية: Örebro SK) نادي كرة قدم سويدي يلعب في دوري الدرجة الممتازة . تم تأسيس النادي في سنة 1908 .